# Center 66
Center 66 (无锡恒隆广场) — многофункциональный комплекс небоскрёбов, расположенный в деловом центре китайского города Уси, на пересечении двух главных торговых улиц. Построен в 2009—2019 году в стиле модернизма (торговый центр и две офисные башни; в планах — две жилые башни). Архитекторами комплекса выступили гонконгские фирмы Aedas и LWK & Partners, владельцем является гонконгский девелопер Hang Lung Group. По состоянию на конец 2021 года башня № 1 являлась шестым по высоте зданием города, 331-м по высоте зданием Азии и 529-м — мира.

## Структура
- Башня № 1 построена в 2014 году. 44-этажный небоскрёб (250 м) занят офисами и торговыми помещениями[3][4][5].
- Башня № 2 построена в 2019 году. 34-этажный небоскрёб (200 м) занят офисами[6].
- Многоуровневый торговый центр построен в 2013 году. Здесь расположены магазины и автосалоны элитных брендов, супермаркет, рестораны и кинотеатр[7].
- В центре общественной площади расположен сквер с несколькими павильонами и буддийским храмом Чэнхуан эпохи династии Мин[8].
- Комплекс соединён подземными переходами со станцией Sanyang Plaza, на которой пересекаются Первая и Вторая линии метрополитена Уси.

В торговом центре имеется ряд ювелирных и часовых магазинов всемирно известных модных брендов, включая Hermes, Louis Vuitton, Gucci, Bvlgari, Cartier, Tiffany, Rolex, Vacheron Constantin, Breguet и Blancpain.

## Галерея

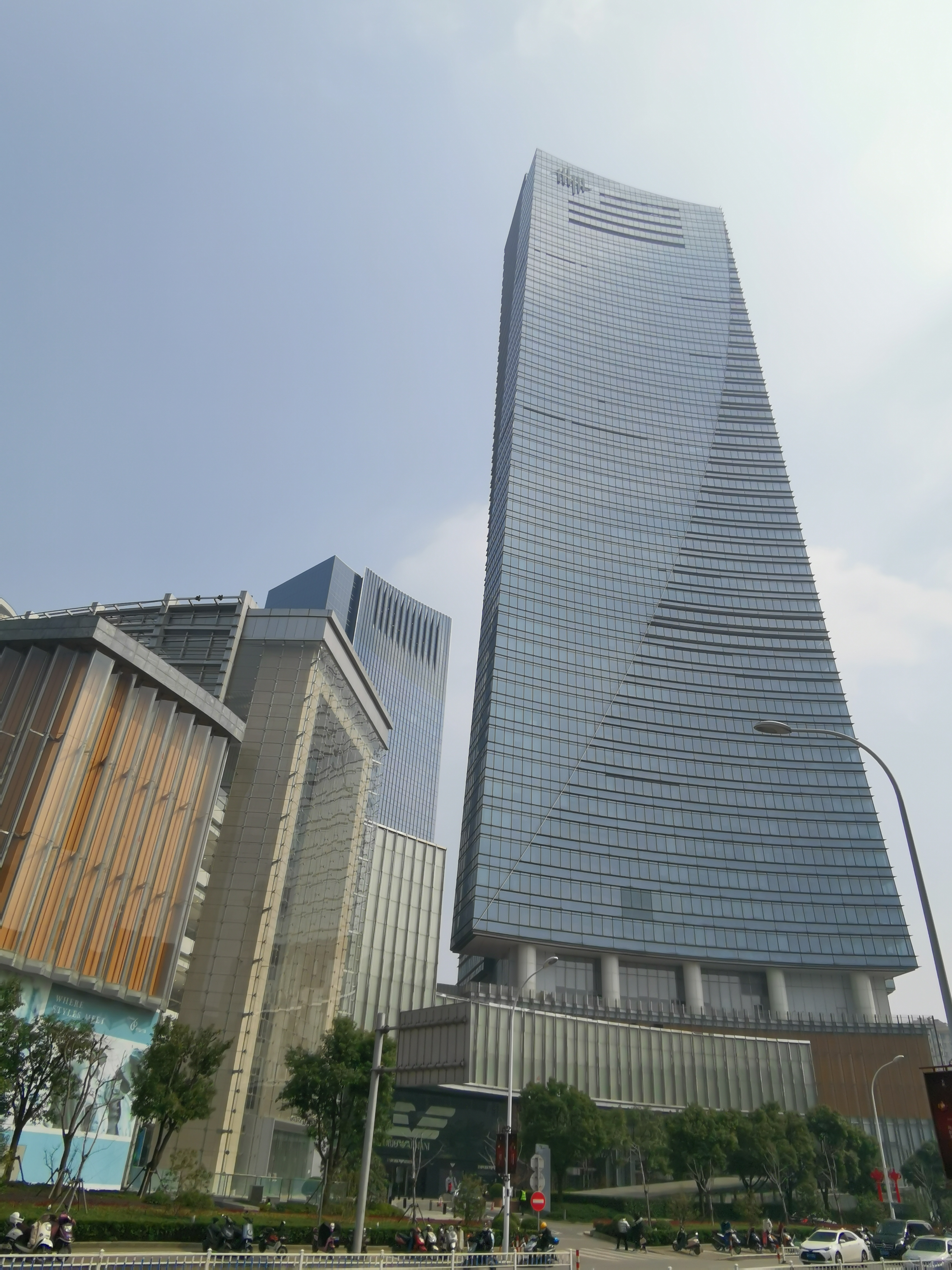
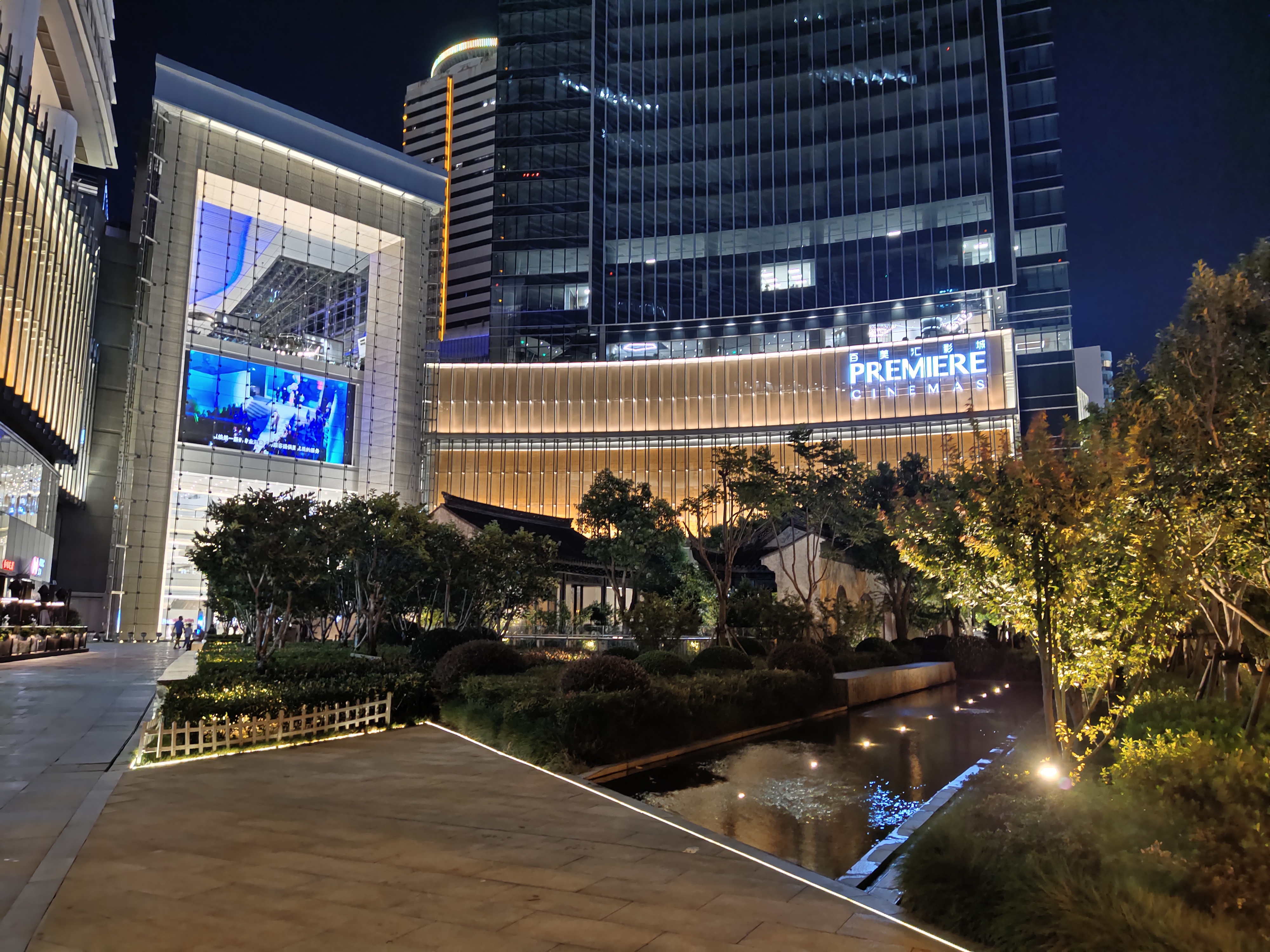
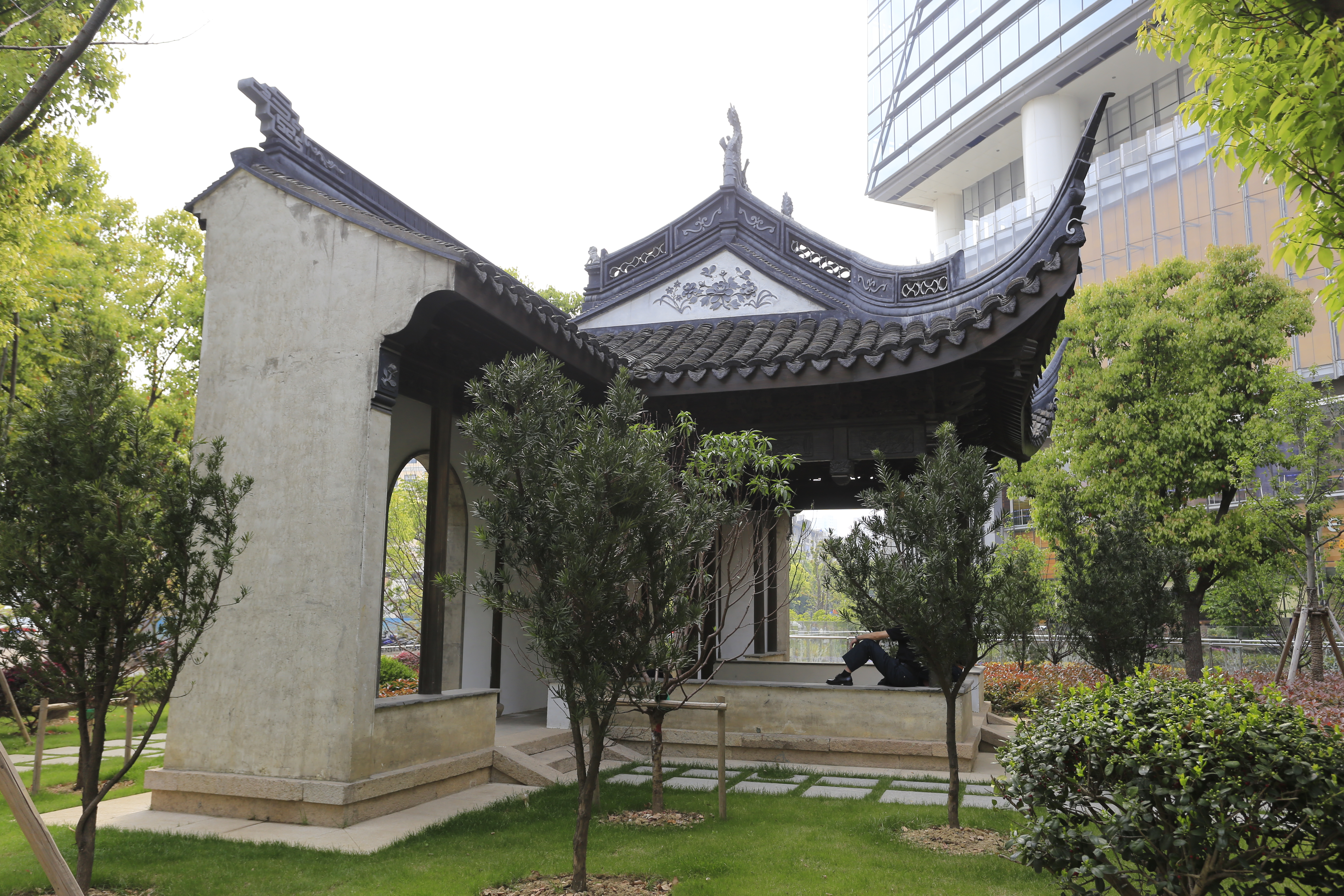
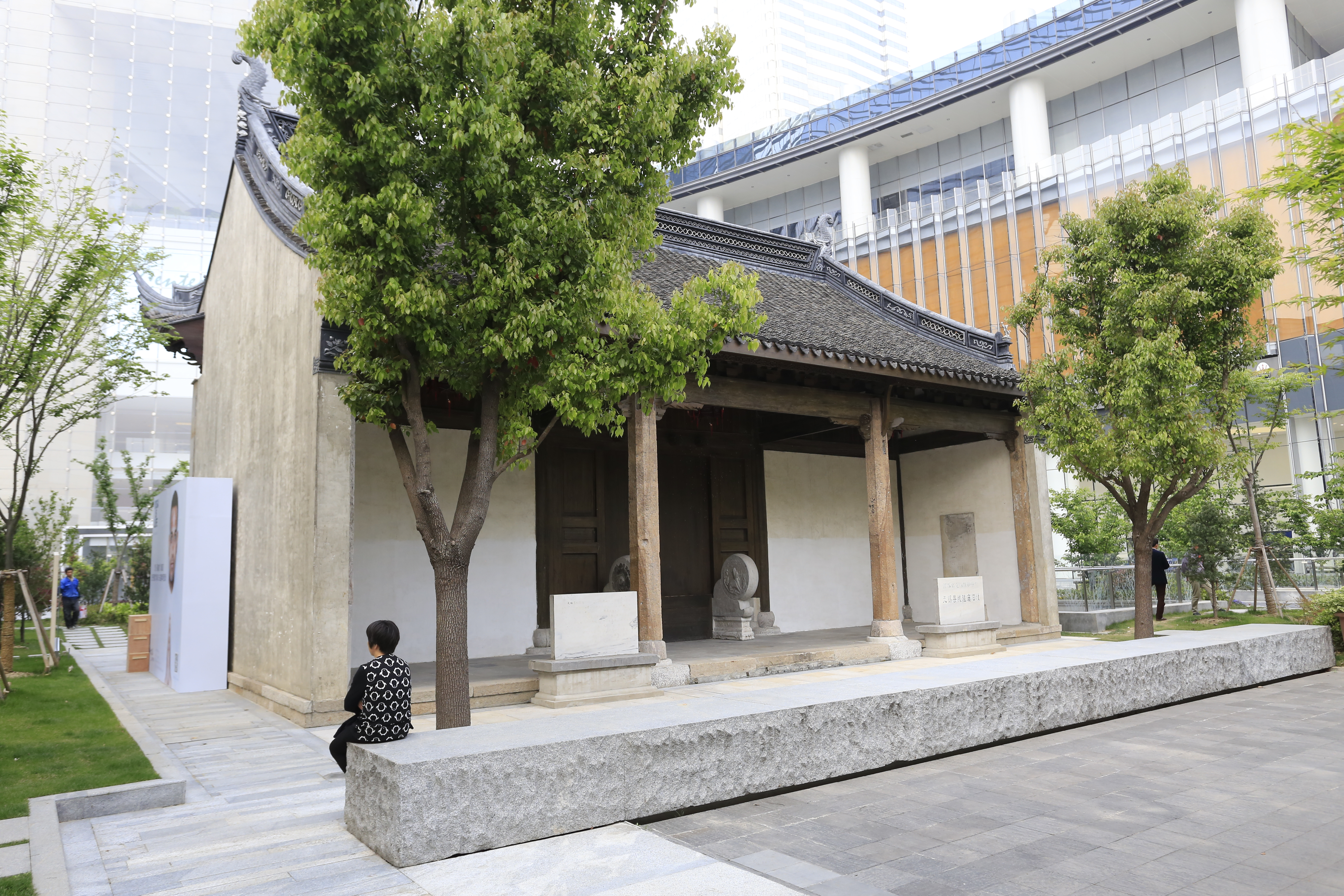
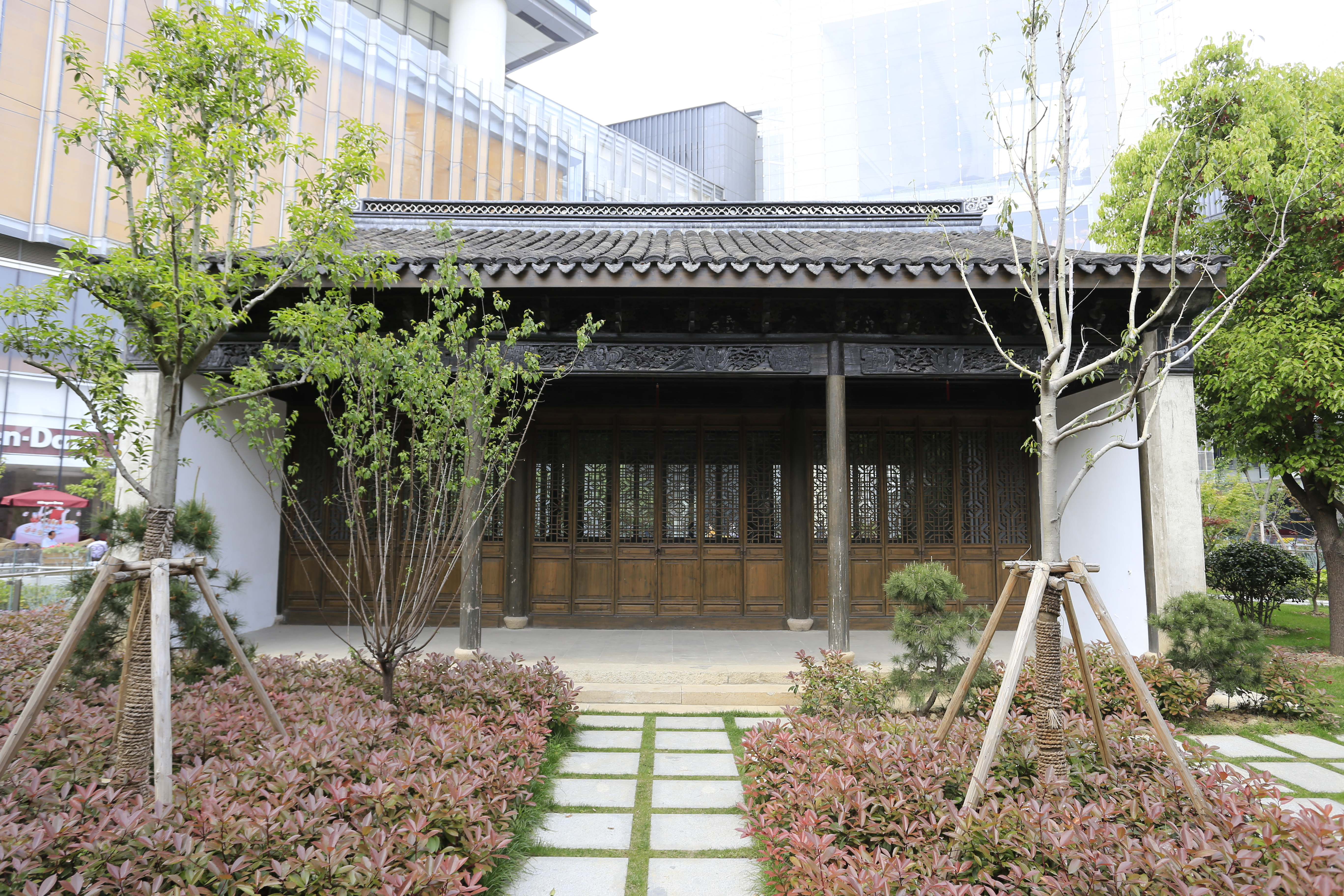
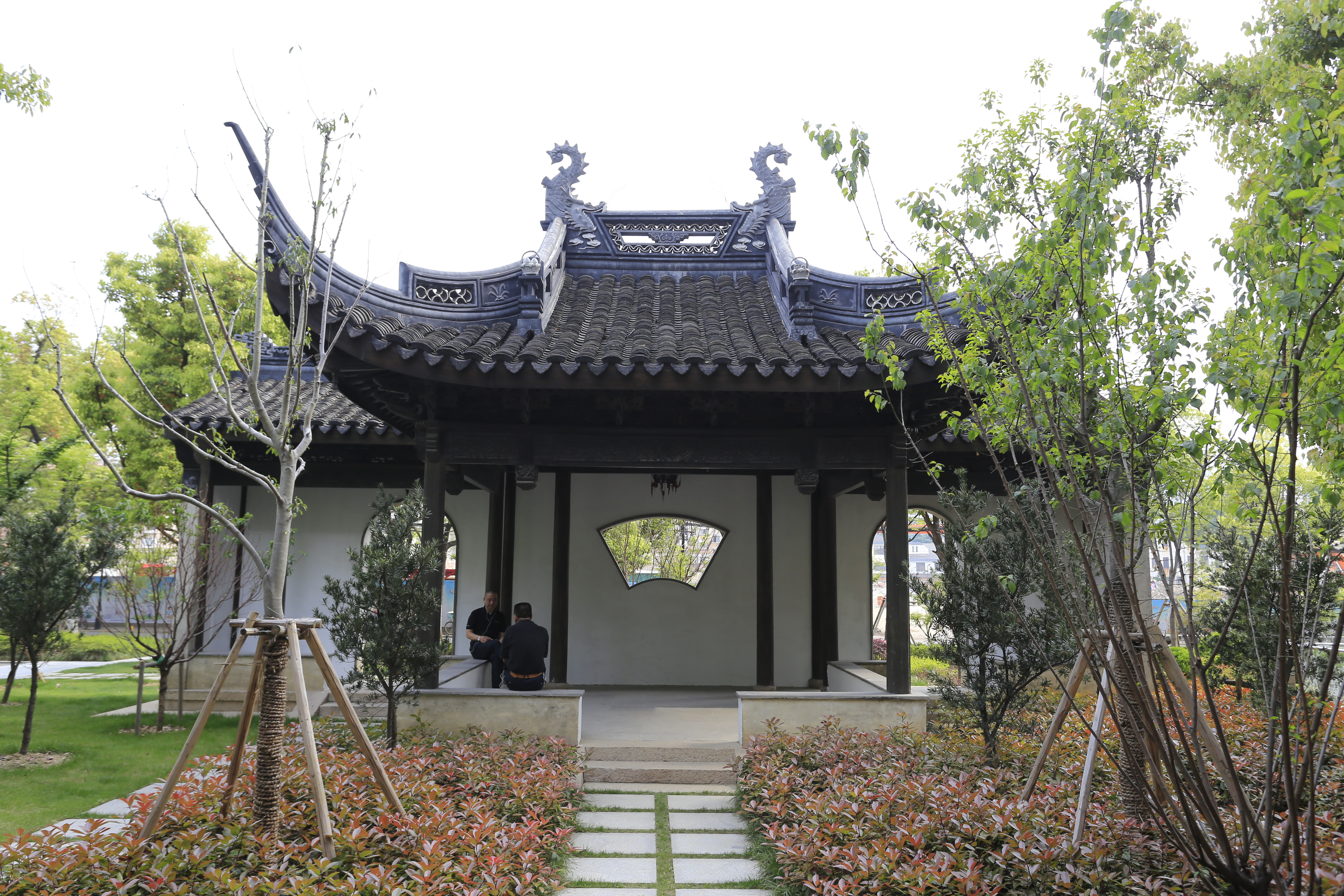
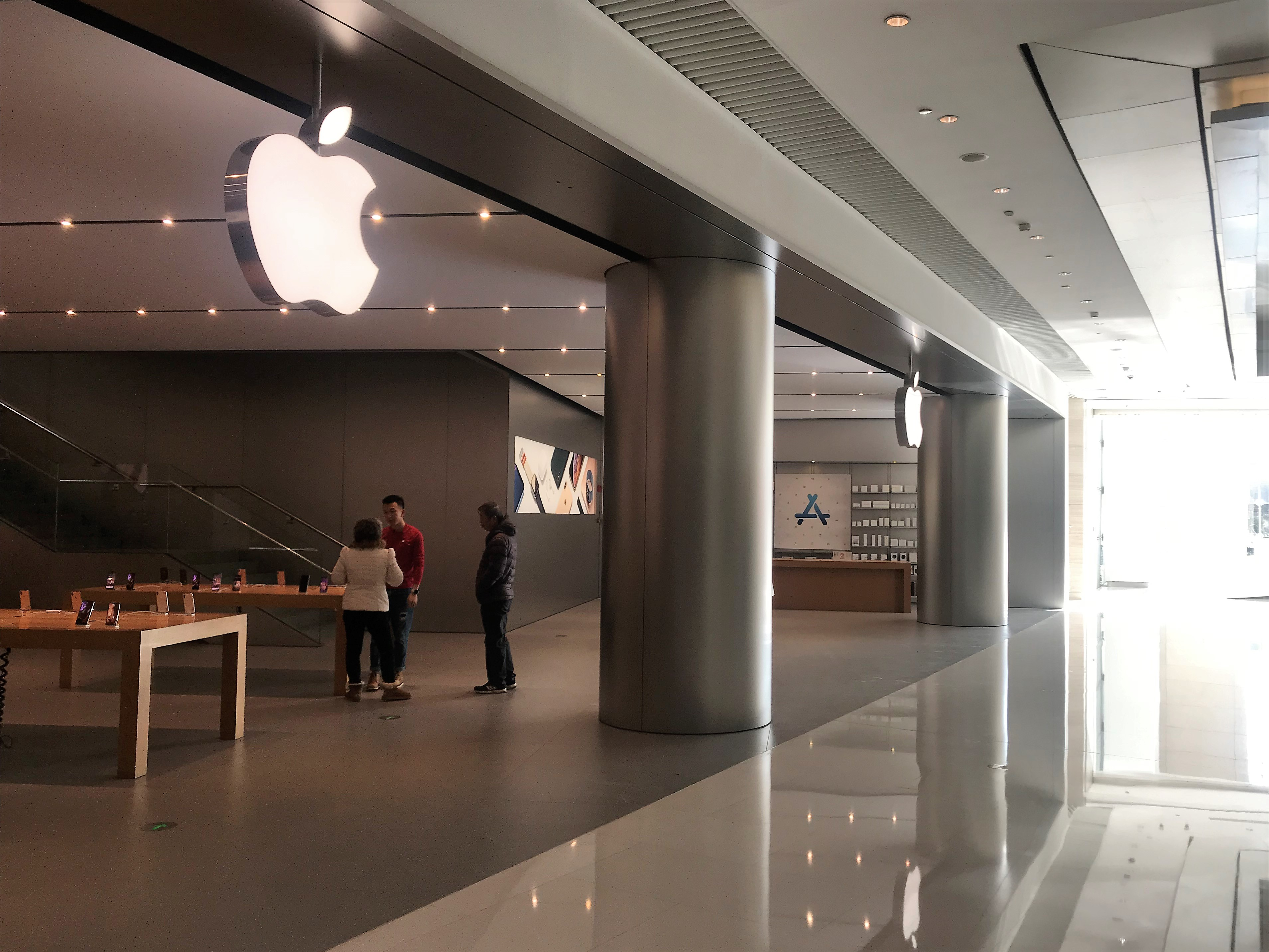